# Euploea moluccana
Euploea moluccana är en fjärilsart som beskrevs av Swinhoe 1904. Euploea moluccana ingår i släktet Euploea och familjen praktfjärilar. Inga underarter finns listade i Catalogue of Life.